# Fred C. Newmeyer
Fred C. Newmeyer (9 de agosto de 1888 – 24 de abril de 1967) foi um ator norte-americano, diretor e produtor. Natural de Central City, Colorado, ele é conhecido por dirigir vários filmes da série Our Gang e por dirigir filmes de Harold Lloyd, como The Freshman e O Maricas. Newmeyer também tinha um extenso currículo dirigindo e atuando em outros filmes de comédia curtas. Ele apareceu como ator em 71 filmes entre 1914 e 1923.
Faleceu em Woodland Hills, Califórnia, a 24 de abril de 1967, com a idade de 78 anos.